# Залазько
Зала́зько — село в Україні, у Камінь-Каширській громаді Камінь-Каширського району Волинської області. Населення становить 82 особи.

## Населення
Згідно з переписом УРСР 1989 року чисельність наявного населення села становила 99 осіб, з яких 41 чоловік та 58 жінок.
За переписом населення України 2001 року в селі мешкала 81 особа. 100 % населення вказало своєю рідною мовою українську мову.